# Nissan Avenir
Nissan Avenir — японский универсал среднего класса, разработанный на основе второго поколения Nissan Primera.

## Первое поколение
Avenir в кузове W10 изначально выпускался с двигателями 1,6 L GA16DS, а также с 1,8-литровым SR18Di для переднеприводной версии и 2,0 L SR20DE для полноприводной. Грузовой версия Nissan Avenir выпускалась только с 1,6 L GA16DS.
Переднеприводный был доступен или с 4-скоростной автоматической коробкой передач или с 5-ступенчатой МКПП. Полноприводные VENW10 (4WD) версии выпускались с 5-ступенчатой МКПП (с электровакуумным включением заднего моста) и с 4-скоростной АКПП (постоянное подключение заднего моста через вязкостную муфту). 2-литровый турбодизель был добавлен в линейку моторов чуть позже, в 1993 году.
Модели с турбонаддувом под маркой «Salut» были представлены в 1995 году, и выдавали 210 л.с. Эта версия была доступна только в 4WD варианте и комплектовалась автоматической коробкой передач. Nissan Avenir с турбонаддувом появился примерно в то же время, что и Subaru Legacy GT.

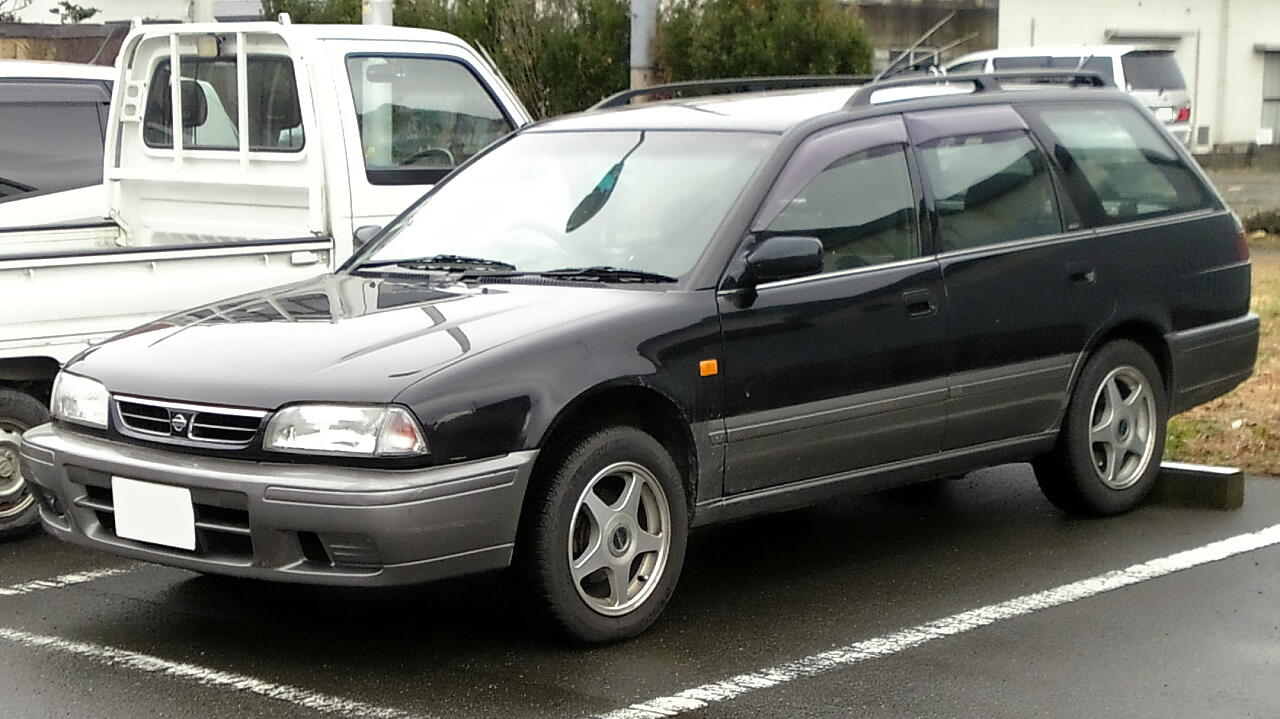
Nissan Avenir первого поколения

## Второе поколение
Кузов W11 был представлен в 1998 году. Благодаря задней многорычажной подвеске автомобиль показывал устойчивость на дороге и имел управляемость. Внимания заслуживают такие конструктивные элементы этой модели, как, например, характерную для Nissan систему 4WD Attesa и трансмиссию нового поколения CVT-M6. Изначально был доступен с 1,8L QG18DE, 2,0L SR20DE, 2,0L SR20DET и 2,0L CD20ET турбодизель. QG18DE устанавливались на переднеприводные модели и комплектовались 4-ступенчатыми автоматическими или 5-ступенчатыми механическими коробками передач. Двигатель SR20DE ставили как на переднеприводные, так и на полноприводные модели, с 4-ступенчатой автоматической трансмиссией или вариаторной коробкой передач CVT с 6-скоростным типтроником\(с 2002 года). Дизельный двигатель CD20ET был доступен только с 4-ступенчатой АКПП. W11 комплектовался также двигателем с турбонаддувом 2,0L SR20DET мощностью 230 л.с., этот двигатель устанавливался только на полноприводные версии с автоматической коробкой передач.
В июне 1999 года грузопассажирский «универсал» на базе Авенира был переименован в Nissan Expert.
В 2001 году был произведён рестайлинг модели в результате которого был частично изменён интерьер автомобиля, в частности передняя панель. Она приобрела более «спортивный вид».
В 2002 году двигатели серии SR были заменены новыми серии QR.
В октябре 2000 года вышел в серию Nissan Avenir Blastar с увеличенным дорожным просветом и более крупным радиусом колёс, оснащался двигателями QR20DE и SR20DE. Главным конкурентом автомобиля был Subaru Legacy Lancaster. У Nissan Avenir W11 был похожий внешний вид с меньшим по размерам Nissan Wingroad.

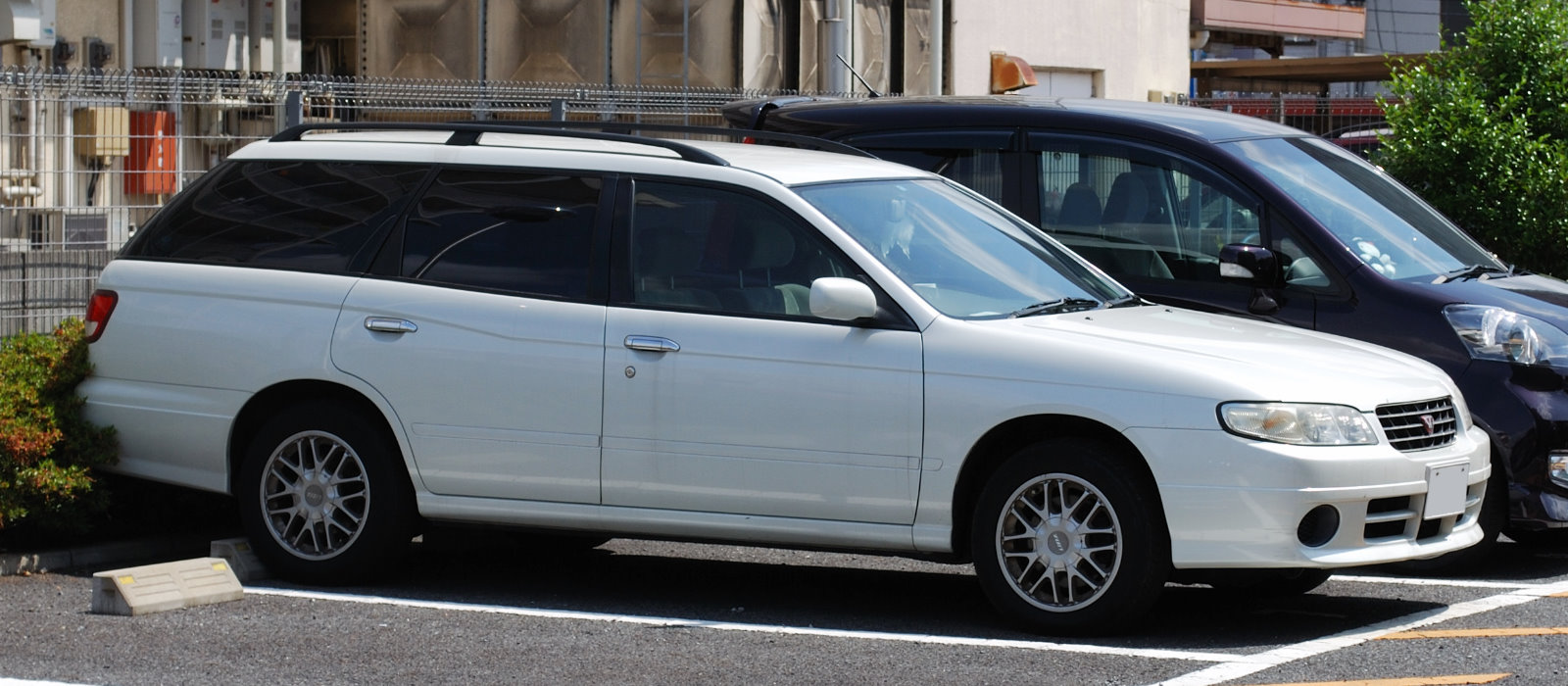
Nissan Avenir второго поколения, 1998 год

Из-за отсутствия спроса на Avenir, вся линия была закрыта в сентябре 2005 года. Nissan Expert продолжал выпускаться до декабря 2006 года.

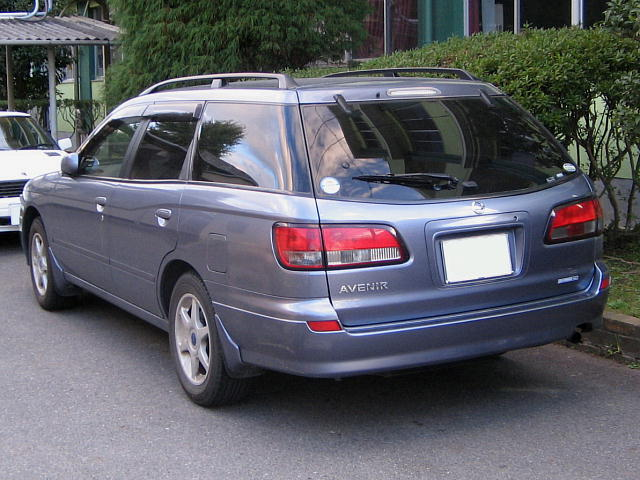
Nissan Avenir второго поколения, вид сзади